# Pueblos Unidos
Pueblos Unidos är en ort i Mexiko.   Den ligger i kommunen Culiacán och delstaten Sinaloa, i den västra delen av landet, 1 000 km nordväst om huvudstaden Mexico City. Pueblos Unidos ligger 39 meter över havet och antalet invånare är 2 287.
Terrängen runt Pueblos Unidos är huvudsakligen platt, men österut är den kuperad. Runt Pueblos Unidos är det ganska tätbefolkat, med 155 invånare per kvadratkilometer. Närmaste större samhälle är El Rosario, 5,2 km sydväst om Pueblos Unidos. Trakten runt Pueblos Unidos består till största delen av jordbruksmark.